# Pietropawłowsk (1911)
Pietropawłowsk – rosyjski, a następnie radziecki pancernik typu Gangut z okresu I i II wojny światowej. Początkowo nazwany „Pietropawłowsk” dla uczczenia udanej obrony Pietropawłowska (na Kamczatce) w czasie wojny krymskiej, a następnie w 1921 okrętowi zmieniono imię na Marat dla upamiętnienia jednego z przywódców wielkiej rewolucji francuskiej Jeana-Paula Marata. W 1943 przemianowany ponownie na „Pietropawłowsk”, a w 1950 na Wołchow.

## Historia

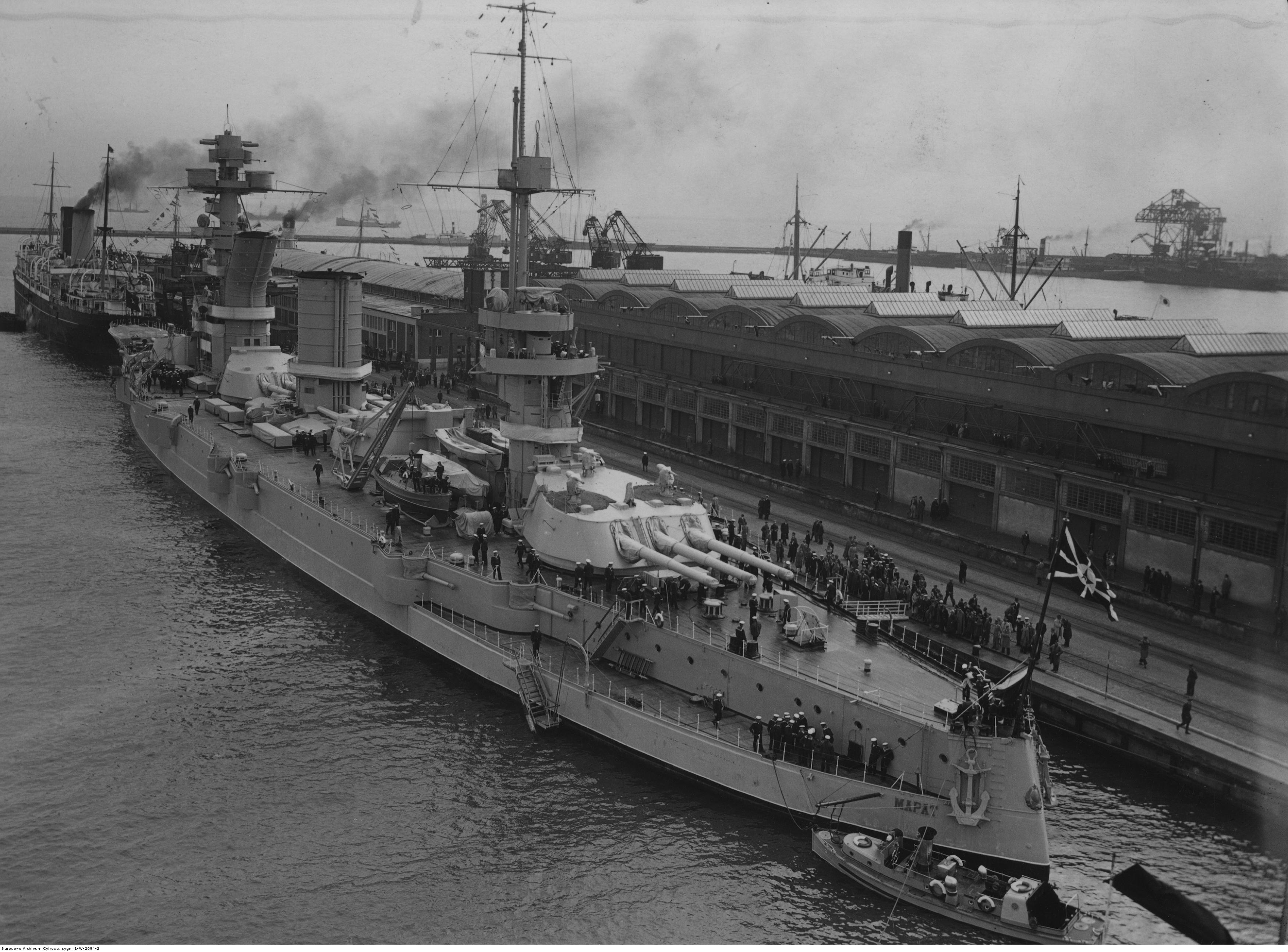
„Marat” w Gdyni. 1934

Stępkę pod drugi pancernik typu Gangut położono w Stoczni Bałtyckiej w Petersburgu 16 czerwca 1909. Wodowanie okrętu nastąpiło 22 września 1911, a wejście do służby 5 stycznia 1915. Podczas I wojny światowej okręt stacjonował w Helsinkach i w ramach 1. Brygady Okrętów Liniowych osłaniał stawianie min w rejonie wschodniego Bałtyku.
Podczas rewolucji lutowej w Rosji pancernik stacjonował przy wyspie Nargen (aktualnie Naissaar). Niedługo po wybuchu rewolucji październikowej, 17 grudnia 1917 władzę na wyspie przejęli marynarze okrętu oraz robotnicy budujący fortecę. Ogłoszono wówczas powstanie miniaturowego quasi-państwa – Sowieckiej Republiki Marynarzy i Budowniczych Fortecy Wyspy Naissaar, które w dużym stopniu odwoływało się do idei anarchosyndykalizmu. 
17 sierpnia 1919 w ramach interwencji aliantów w Rosji, był atakowany w porcie w Kronsztadzie przez brytyjskie kutry torpedowe CMB; według Brytyjczyków został uszkodzony, czego nie potwierdzają jednak rosyjskie źródła. W 1921 podniesiono go z dna i po remoncie ponownie wcielono do służby. Do wybuchu II wojny światowej okręt był poddawany ciągłym modernizacjom m.in. w 1928 zmodernizowano siłownię i system kierowania ogniem. Od 3 do 8 sierpnia 1934 okręt gościł w Gdyni, a w czerwcu 1937 odwiedził Wielką Brytanię.
Podczas wojny zimowej 19 grudnia 1939 roku „Marat” ostrzeliwał fińską baterię artylerii nadbrzeżnej. Po ataku Niemiec 22 czerwca 1941 pancernik wraz z bliźniaczą „Oktjabrską Riewoliuciją” został skierowany do obrony Leningradu. 9 września po raz pierwszy otworzył ogień do nacierających wojsk niemieckich. Podczas jednego dnia zdarzyło mu się wystrzelić 177 pocisków kalibru 305 mm, każdy o masie 470 kg.
23 września 1941 roku „Marat” został trafiony w okolice wieży A przez dwie bomby przeciwpancerne o masie 1000 kg zrzucone przez bombowce Junkers Ju 87 (w tym pilota Rudela). W wyniku eksplozji bomb i amunicji zginęło 326 członków załogi, a ciężko uszkodzony okręt osiadł na płytkim dnie. Jednostka w wyniku eksplozji utraciła całą część dziobową  z pierwszą wieżą artylerii głównej, nadbudówką dziobową i kominem. Okrętowi podniesionemu z dna nadano pływalność i włączono do systemu ognia artyleryjskiego obrony Leningradu, gdzie do końca oblężenia tego miasta regularnie ostrzeliwał ogniem artylerii głównej wojska niemieckie. 31 maja 1943 roku nazwę „Marat” zmieniono na oryginalną „Pietropawłowsk”. Po wojnie było wiele planów odbudowania „Pietropawłowska”, używając m.in. w tym celu dziobu „Połtawy”, ale nie zostały one zaakceptowane i zostały formalnie anulowane 29 czerwca 1948 roku. 28 listopada 1950 po remoncie okręt ponownie wcielono do służby pod nazwą „Wołchow” (nazwany tak od rzeki znajdującej się w Rosji) jako okręt szkolny przeznaczony do ćwiczeń obrony przeciwlotniczej. 4 września 1953 „Pietropawłowsk” został wycofany ze służby, a następnie złomowany.